# Śpiąca królewna (film 1995)
Śpiąca królewna (ang. Sleeping Beauty) – amerykańsko-japoński film animowany z 1995 roku w reżyserii Toshiyukiego Hirumy i Takashiego Masunagi. Adaptacja baśni o tym samym tytule Charles’a Perraulta.

## Obsada (głosy)
- Stevie Vallance jako księżniczka Felicity
- Kathleen Barr jako Odelia / Grace
- Ian James Corlett jako książę Ryszard
- Garry Chalk jako król
- Ellen Kennedy jako królowa

## Wersja polska
W Polsce film został wydany na VHS oraz DVD. Wersja z angielskim dubbingiem i polskim lektorem.
- Dystrybucja: Best Film Warszawa
- Udźwiękowienie: Hagi Film i Video Wrocław
- Tekst: Waldemar Kuczyński
- Czytał: Krzysztof Grębski

Dystrybucja w Polsce: Cass Film.